# Sistema a slancio friulano
Sviluppatosi a partire dal 1430, il sistema a slancio friulano (In friulano slanç furlan, loc. slàunç furlan) è una variante a sé stante del classico sistema a slancio e diffuso in tutto il Friuli-Venezia Giulia, Cadore e Veneto Orientale.

Veduta interna del concerto in Fa#3 del Santuario della Madonna di strada a San Daniele del Friuli. Da sinistra a destra: campanone, mezzana e piccola.

## Caratteristiche

### Il concerto
Il concerto è situato nella cella campanaria. Spesso all'interno della cella sono presenti importanti barre di metallo che reggono il concerto.
I concerti a slancio friulano sono spesso composti da 3 campane, più raramente da 4 o più. Campanili da 4 campane sono quello di Cividale del Friuli o di Aviano. Spesso i concerti da 4 o 5 campane formano due concerti distinti. Dei concerti a 5 campane, molto rari, sono riservati a basiliche o cattedrali, come la Basilica di Santa Maria delle Grazie, la Cattedrale a Udine, il Duomo di Pordenone e il Duomo di Monfalcone. Particolari sono inoltre i concerti a 6 campane, che spesso per sono due concerti distinti, come quelli di Tricesimo, Artegna, Codroipo e Mossa sono unici esempi. Nel concerto, solitamente vi è un campanello di 3 toni inferiore rispetto al concerto e fuori tono rispetto alla scala delle campane.

### Ordine dei suoni
Lo slancio friulano è principalmente caratterizzato dal suono perfettamente coordinato delle campane: partendo dalla campana piccola, si procede alla mezzana e al campanone in scala 1-2-3 fino alla fine della suonata, che può durare da 2 a 7 minuti. Tutte le campane sono in scala, determinate da una dimensione sempre maggiore man mano che si osserva il concerto. Ciò lo distingue da tutti gli altri sistemi in cui i rintocchi cadono senza un ordine preciso.

### Scampanottate
Oltre alla suonata intera del concerto, i friulani hanno inventato un tipo particolare di suonata: la scampanottata. Il suo nome deriva dal termine friulano scampanotadôr (campanaro), un particolare maestro che gira di parrocchia in parrocchia per suonare le campane. La scampanottata si divide in due tipi:
- Scampanottata a campane ferme: tutte le campane sono ferme e i batacchi sono legati alla parete per far sì che i campanari possano far suonare le campane.
- Scampanottata col campanone in movimento e piccola e mezzana ferme: molto diffuso, il campanone suona come nelle distese serali e di mezzogiorno e le altre due campane suonano ferme con melodie coordinate[2].